# 이현우 (1966년)
이현우(본명: 이상원(李相原), 1966년 3월 6일 ~ )는 한국계 미국인 가수, 배우이다.

## 약력
그는 중학교 시절 미국으로 이주하였다. 그 후 1988년 미국 뉴욕주 뉴욕 시티의 언더그라운드 라이브 클럽에서 록 음악 가수로 첫 데뷔하였으며 이듬해 1989년 미국에서 대학을 졸업하고 대한민국에 잠깐 놀러 왔다가 당시 가수 강수지의 소속사 매니저의 소개를 받고 1990년 10월에 실험적인 테크노 댄스 팝 음악 장르 곡인 데뷔곡 〈꿈〉이 수록된 《12 Inch Dance Version》이라는 싱글 음반으로 첫 데뷔하였다. 그리고 이듬해 1991년 1집 음반 《Black Rainbow》로 정식 데뷔하였다.
그는 배우 이경영의 오촌 조카로 알려져 있다.

## 출연

### 영화
- 1998년 《토요일 오후 2시》 - 라디오 뮤직토피아 진행 역 (우정출연)
- 2004년 《S 다이어리》 - 구현 역
- 2005년 《B형 남자친구》 - 소개남 역(우정출연)
- 2006년 《썬데이 서울》 - 경비행기 조종사 역 (우정출연)
- 2007년 《여름이 가기 전에》 - 이민환 역
- 2010년 《잊혀진 가방》 - 본인 역 (우정출연)

### 드라마
- 2000년 MBC 수목드라마 《이브의 모든 것》 (특별출연)
- 2003년 MBC 월화드라마 《옥탑방 고양이》 - 유동준 역
- 2004년 MBC 수목드라마 《결혼하고 싶은 여자》 - 김지훈 역
- 2005년 MBC 수목드라마 《슬픈 연가》 - 장진호 역
- 2005년 KBS2 월화드라마 《웨딩》 - 서진희 역
- 2006년 MBC 일일연속극 《사랑은 아무도 못말려》 - 윤기훈 역
- 2006년 SBS 월화드라마 《독신천하》 - 장현수 역
- 2007년 KBS2 수목드라마 《달자의 봄》 - 엄기중 역
- 2010년 SBS 월화드라마 《오! 마이 레이디》 - 유시준 역
- 2012년 SBS 금요시트콤 《도롱뇽도사와 그림자 조작단》 - 현우 역
- 2013년 MBC 주말 특별기획 드라마 《백년의 유산》 - 강봉수 역
- 2013년 KBS2 일일연속극 《루비 반지》 - 노동팔 역
- 2016년 SBS 드라마스페셜 《딴따라》 - 최준하 역 (특별출연)

### 라디오
- 《이현우의 뮤직토피아》 (SBS 파워FM, 1998년 ~ 1999년)
- 《이현우의 FM플러스》 (MBC FM, 2000년 ~ 2001년)
- 《이현우의 뮤직라이브》 (SBS 파워FM, 2002년, 2003년 ~ 2006년)
- 《이현우의 음악앨범》 (KBS 쿨FM, 2007년 4월 16일 ~ 현재)

### 기타 프로그램
- 《한바탕 웃음으로》KBS
- 《여기 젊음이》MBC
- 《전원집합 토요대행진》KBS
- 《MBC 일요큰잔치》MBC
- 《쇼 서울 서울》SBS
- 《SBS 인기가요》SBS
- 《여름 여름 여름》SBS
- 《기쁜 우리 젊은날》SBS
- 《여러분의 인기가요》MBC
- 《특종 TV연예》MBC
- 《일요일 일요일 밤에》MBC
- 《금주의 인기가요20》MBC
- 《이야기쇼 만남》MBC
- 《생방송 아침을 달린다》KBS
- 《특종 연예시티》MBC
- 《토요일 전원출발》KBS
- 《가족오락관》KBS
- 《도전 지구탐험대》KBS
- 《생방송 TV가요20》SBS
- 《TV 내무반 신고합니다》KBS
- 《이소라의 프로포즈》KBS
- 《음악캠프》MBC
- 《MBC 가요콘서트》MBC
- 《연예가중계》KBS
- 《수요예술무대》MBC
- 《아주 특별한 사랑》SBS
- 《파워인터뷰》KBS
- 《뮤직뱅크》KBS
- 《이현우 최은경의 행복예감》MBC
- 《우리들의 일밤》MBC
- 《대결! 스타셰프》SBS
- 《생활의 발견 오감도》KBS
- 《도전! Outback it Chef》Olive
- 《불후의 명곡: 전설을 노래하다》KBS
- 《쿡킹 코리아》SBS
- 《수요미식회》tvN
- 《미스터리 음악쇼 복면가왕》MBC - 밤의 제왕 박쥐맨
- 《김제동의 톡투유 - 걱정 말아요! 그대》JTBC
- 《은밀하게 위대하게》MBC
- 《조용한 식사》Olive
- 《천상의 컬렉션》KBS
- 《길에서 미술을 만나다 시즌4, 시즌5》sky A&C
- 《더 뮤지션》YTN life
- 《이상한 나라의 며느리》MBC
- 《식객 허영만의 백반기행》TV조선

### 광고
- 오리온 쎄이영 (1993년)
- 현대리바트 (2001년)
- 웅진식품 쑥의 향기 (2001년)
- 오리온 케익 오뜨 (2001년) (feat.이유진)
- 코리아텐더 (2001년)
- 바슈롬코리아 (2002년)
- LG유플러스 뱅크온 (2003년)
- 르노코리아자동차 SM5 (2004년) (feat.김광민)
- LG생활건강 테크 (2004년) (feat.정준호, 故장진영)
- 동양생명 (2004년) (feat.김유정)
- CJ푸드빌 뚜레쥬르 (2004년)
- 세방전지 로케트밧데리 (2004년) (라디오CM)
- 한국존슨 지퍼락 (2004년) (feat.최화정(내레이션))
- 뉴코아아울렛 (2005년)
- 롯데제과 본젤라또 (2005년) (라디오CM)
- TU미디어 (2006년) (feat.윤종신)
- LG전자 스팀 싸이킹 (2006년) (feat.윤종신)
- 교원구몬 구몬학습 (2006년) (feat.윤종신)
- 현대자동차 그랜드 스타렉스 (2007년)
- 도미노피자 리꼬쏠레 피자 (2007년)
- SK텔레콤 생각대로T (2008년)
- CJ CGV 윈터가든 (2009년)
- 농심 안성탕면 (2017년) (feat.TvN 수요미식회 팀)
- 롯데GRS 엔제리너스 커피 (2017년) (feat.TvN 수요미식회 팀)
- 한국인삼협회 (2018년)
- 동국제약 인사돌플러스 (2018년) (feat.홍은희)
- 동서식품 맥심 모카골드 (2019년) (내레이션 & feat.기안84)
- 갤러리케이 (2019년)

### 뮤지컬
- 2007년 《싱글즈》 - 박수헌 역
- 2011년, 2016년, 2019년, 2023년, 2025년 《맘마미아》 - 해리 역

## 음반

### 정규 음반
- 1991년 1집 《Black Rainbow》- 꿈, 슬픔 속에 그댈 지워야만 해
- 1993년 2집 《Blue Vanity》- 후회, 이 거리엔 비가
- 1996년 3집 《Let's Go Fishing》- 가, 거의 1년, 나의 노래
- 1997년 4집 11월 1일 《Freewill Of My Heart》- 헤어진 다음날, 말해줘
- 1998년 5집 《Both Sides Of The Story》- Missing You, Good Night, Just Friends
- 2000년 6집 《Viru...S》- Marry me, 나의 의미, 요즘 너는
- 2001년 7집 《Free Your Mind & Body》- Give of love, 슬픈 이야기, The End
- 2003년 8집 《Da Painkiller》- stay, 중독
- 2004년 9집 《Sinful Seduction》- 비가 와요, 멈추지 말아요, When you touch me
- 2007년 10집 《Heart Blossom》 - 거짓말처럼 기적처럼

### 비정규 음반
- 1992년 《꿈 Remix》
- 1992년 《이현우 크리스마스》
- 2000년 《It's Time To Love - Collection 1991 ~ 1999》
- 2011년 《Till Dawn》
- 2014년 《Take Me Home》
- 2016년 《SUMMER TIME》
- 2022년 《Brand New Christmas》

### O.S.T 음반
- 2001년 《나도 아내가 있었으면 좋겠다》ost - '나도 아내가 있었으면 좋겠다'
- 2001년 《위기의 남자》ost - 지금 내게 필요한 건...
- 2004년 《아일랜드》ost - 허락되지 않은 사랑, Danny Boy
- 2006년 《불꽃놀이》ost - 사랑할 수밖에
- 2006년 《투명인간 최장수》ost - Can't Stop Loving You
- 2009년 《천만번 사랑해》ost - Love Night
- 2012년 《히어로》ost - Hero (Feat. 이하늘, 소향)
- 2015년 《앵그리맘》ost - Happy Magic

## 수상

### 가요 수상
- 1992년 MBC 10대가수 가요제 신인상
- 1992년 KBS 가요대상 올해의 가수상

### 기타 수상
- 2004년 MBC 연기대상 특별상 TV MC 부문상

### 가요 프로그램 1위
| 연도             | 수상 내역 (총 21회) |
| ---------------- | --- |
| 1992년 (총 10회) | - 꿈 (총 10회) - 8월 12일 KBS 《가요톱텐》 1위 - 8월 19일 KBS 《가요톱텐》 1위 (2주 연속) - 8월 28일 MBC 《여러분의 인기가요》 1위 - 9월 8일 SBS 《SBS 인기가요》 1위 - 9월 15일 SBS 《SBS 인기가요》 1위 (2주 연속) - 9월 16일 KBS 《가요톱텐》 1위 (통산 3주) - 9월 22일 SBS 《SBS 인기가요》 1위 (3주 연속) - 9월 23일 KBS 《가요톱텐》 1위 (2주 연속, 통산 4주) - 9월 30일 KBS 《가요톱텐》 1위 (3주 연속, 통산 5주) - 10월 7일 KBS 《가요톱텐》 1위 (4주 연속, 통산 6주)                         |
| 1998년 (총 11회) | - 헤어진 다음날 (총 11회) - 1월 10일 MBC 《인기가요베스트50》 1위 - 1월 10일 KMTV 쇼 뮤직탱크 1위 - 1월 14일 KBS 《가요톱텐》 1위 - 1월 17일 MBC 《인기가요베스트50》 1위 (2주 연속) - 1월 18일 SBS 《TV가요20》 1위 - 1월 21일 KBS 《가요톱텐》 1위 (2주 연속) - 2월 14일 MBC 생방송 젊은 그대 1위 - 1월 25일 SBS 《TV가요20》 1위 (2주 연속) - 1월 28일 KBS 《가요톱텐》 1위 (3주 연속) - 2월 4일 KBS가요톱텐》 1위 (4주 연속) - 2월 11일 KBS가요톱텐》 1위 (5주 연속)가요톱텐마지막방송(골든컵수상 |

## 학력
- 명수대초등학교 졸업 (1979년)
- 동양중학교 수료 (1982년)
- 미국 워싱턴 D.C. 위트 고등학교 졸업 (1985년)
- 미국 로스앤젤레스 오티스 미술디자인대학교 중퇴
- 미국 뉴욕 파슨스 디자인대학교 산업디자인학과 학사
- 경원대학교 대학원 미술학 석사

## 사건사고
1993년 1월 13일 자신이 알던 한 팬과 대마초를 흡연한 혐의로 검찰에 구속됐다. 이후 2월 1일 보석으로 석방됐으나, 그 해 3월 MBC, SBS, KBS로부터 방송 출연 정지 조치를 받고 미국에 건너갔다가 11월에 방송 복귀했다.
2007년 음주운전을 하다가 경찰에 적발됐는데 당시 이현우가 가지고 있던 국제 면허증은 이미 유효기간이 지난 상태였다. 당시 혈중 알코올 농도 0.114%의 만취상태였다. 그 뒤 자숙을 충분히 하지 않고 자동차 광고 출연, 대부업 광고 출연 등으로 물의를 빚었다.